# Liste der Bodendenkmäler in Buttenheim
Auf dieser Seite sind die Bodendenkmäler in dem oberfränkischen Markt Buttenheim zusammengestellt. Diese Tabelle ist eine Teilliste der Liste der Bodendenkmäler in Bayern. Grundlage ist die Bayerische Denkmalliste, die auf Basis des Bayerischen Denkmalschutzgesetzes vom 1. Oktober 1973 erstmals erstellt wurde und seither durch das Bayerische Landesamt für Denkmalpflege geführt wird. Die folgenden Angaben ersetzen nicht die rechtsverbindliche Auskunft der Denkmalschutzbehörde.

## Bodendenkmäler in Buttenheim
| Lage       | Objekt                                                                                             | Akten-Nr.     | Bild |
| ---------- | -------------------------------------------------------------------------------------------------- | ------------- | ---- |
| (Standort) | Abschnittsbefestigung der späten Latènezeit sowie Abschnittsbefestigung des Mittelalters.          | D-4-6132-0078 |      |
| (Standort) | Ebenerdiger Ansitz des Mittelalters.                                                               | D-4-6132-0085 |      |
| (Standort) | Vorgeschichtliche oder mittelalterliche Abschnittsbefestigung.                                     | D-4-6132-0089 |      |
| (Standort) | Grabhügel vorgeschichtlicher Zeitstellung.                                                         | D-4-6132-0092 |      |
| (Standort) | Mittelalterlicher Burgstall.                                                                       | D-4-6132-0093 |      |
| (Standort) | Spätmittelalterlicher Turmhügel.                                                                   | D-4-6132-0094 |      |
| (Standort) | Archäologische Befunde im Bereich des mittelalterlichen Burgstalls mit ehem. Vorburg               | D-4-6132-0095 |      |
| (Standort) | Grabhügel vorgeschichtlicher Zeitstellung.                                                         | D-4-6132-0096 |      |
| (Standort) | Siedlung vor- und frühgeschichtlicher Zeitstellung.                                                | D-4-6132-0131 |      |
| (Standort) | Siedlung vor- und frühgeschichtlicher Zeitstellung.                                                | D-4-6132-0132 |      |
| (Standort) | Grabhügel vorgeschichtlicher Zeitstellung.                                                         | D-4-6132-0133 |      |
| (Standort) | Ebenerdiger Ansitz des hohen Mittelalters.                                                         | D-4-6132-0144 |      |
| (Standort) | Freilandstation des Mesolithikums, Siedlung des Neolithikums und der jüngeren Latènezeit.          | D-4-6132-0151 |      |
| (Standort) | Siedlung der jüngeren Latènezeit.                                                                  | D-4-6132-0152 |      |
| (Standort) | Siedlung des Neolithikums und der jüngeren Latènezeit.                                             | D-4-6132-0161 |      |
| (Standort) | Brandgräber der Urnenfelderzeit.                                                                   | D-4-6132-0178 |      |
| (Standort) | Freilandstation des Mesolithikums.                                                                 | D-4-6132-0182 |      |
| (Standort) | Siedlung des Neolithikums.                                                                         | D-4-6132-0184 |      |
| (Standort) | Vorgeschichtliche Siedlung und mittelalterliche Wüstung.                                           | D-4-6132-0223 |      |
| (Standort) | Siedlung vorgeschichtlicher Zeitstellung.                                                          | D-4-6132-0227 |      |
| (Standort) | Siedlung der Hallstattzeit und der frühen Latènezeit.                                              | D-4-6132-0235 |      |
| (Standort) | Siedlung der jüngeren Latènezeit.                                                                  | D-4-6132-0236 |      |
| (Standort) | Siedlung vorgeschichtlicher Zeitstellung.                                                          | D-4-6132-0249 |      |
| (Standort) | Siedlung der jüngeren Latènezeit.                                                                  | D-4-6132-0283 |      |
| (Standort) | Siedlung der Urnenfelderzeit.                                                                      | D-4-6132-0285 |      |
| (Standort) | Siedlung der Bronzezeit, der Hallstattzeit, der jüngeren Latènezeit und der römischen Kaiserzeit   | D-4-6132-0287 |      |
| (Standort) | Archäologische Befunde des Mittelalters und der frühen Neuzeit im Bereich der Kath. Kirche         | D-4-6132-0289 |      |
| (Standort) | Urnenfelderzeitliche Siedlung sowie archäologische Befunde des Mittelalters und der frühen Neuzeit | D-4-6132-0290 |      |
| (Standort) | Archäologische Befunde                                                                             | D-4-6132-0291 |      |
| (Standort) | Archäologische Befunde im Bereich der modernen Kath. Ortskapelle St. Anna                          | D-4-6132-0294 |      |
| (Standort) | Archäologische Befunde im Bereich der frühneuzeitlichen Kath. Kuratiekirche St. Nikolaus           | D-4-6132-0297 |      |
| (Standort) | Archäologische Befunde im Bereich eines Herrschaftssitzes des hohen und späten Mittelalters        | D-4-6132-0330 |      |
| (Standort) | Freilandstation des Mesolithikums, Siedlung des Neolithikums, der Urnenfelderzeit                  | D-4-6232-0004 |      |
| (Standort) | Vorgeschichtliche Höhensiedlung und frühmittelalterliche Abschnittsbefestigung                     | D-4-6232-0018 |      |
| (Standort) | Siedlung vorgeschichtlicher Zeitstellung.                                                          | D-4-6232-0134 |      |
| (Standort) | Freilandstation des Mesolithikums und Siedlung der frühen und der jüngeren Latènezeit.             | D-4-6232-0142 |      |
| (Standort) | Spätmittelalterliche und frühneuzeitliche Wüstung "Guckans".                                       | D-4-6232-0262 |      |